# Reeline
Reeline is een eiwit dat voornamelijk wordt geproduceerd in de hersenen. Het is een glycoproteïne die gedurende de embryonale ontwikkeling zorgt voor een correcte migratie van de neuronen naar de verschillende lagen in de hersenen die samen de neocortex gaan vormen. De neocortex vormt de bovenste laag van de twee hersenhelften en komt alleen bij zoogdieren voor. Bij de mens is deze ‘nieuwe’ hersenschors verantwoordelijk voor de hogere functies als spraak en abstract denken. Wanneer het gen voor reeline of dat van zijn receptoren muteert of sterk wordt gemethyleerd, vervalt het signaal dat normaal door reeline wordt afgegeven. Als gevolg daarvan verloopt de migratie van de neuronen naar hun uiteindelijke plaats in de hersenschors niet goed en doen zich afwijkingen voor in de ontwikkeling van de hersenen. De lagen in de hersenschors zijn nu in de verkeerde volgorde op elkaar gestapeld en hebben niet de correcte structuur.
De naam reeline is afgeleid van het Engelse werkwoord to reel, wat 'wankelen' betekent. Mutatie van het gen reeline heeft bij muizen namelijk tot gevolg dat ze zich wankelend voortbewegen. Deze mutatie en haar gevolgen werden voor het eerst bij muizen vastgesteld. Bij de mens is reeline van belang gebleken voor de migratie van neuronen in de zich ontwikkelende hersenen, maar ook in volwassenen is het eiwit van belang in de groei, rijping en synaptische activiteit in de hersenen. Verminderde expressie van reeline met afwijkende structuren tot gevolg, hebben bij mensen zeer ernstige gevolgen voor de mentale gezondheid wat zich kan uiten in bipolaire stoornissen, schizofrenie, lissencefalie, depressies, autisme en de ziekte van Alzheimer.

## Rol

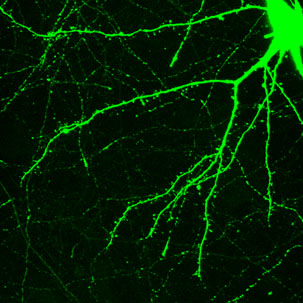
In vitro gekweekte neuron van de hippocampus, dat GFP (groene fluorescerende proteïne) tot expressie brengt. Te zien zijn de dendrieten die talrijke dendritische spines dragen.

Reeline wordt afgescheiden door speciale zenuwcellen, de cajal-retziuscellen in de zich ontwikkelende hersenschors. Het eiwit reeline is een enzym dat actief is buiten de cellen, in de extracellulaire matrix. Het is een serineprotease. De activiteit van dit enzym kan componenten van de matrix afbreken, zoals fibronectine en laminine, die adhesiemoleculen zijn. Deze enzymatische activiteit kan verklaren hoe reeline migratie van neuronen stimuleert.
Reeline bindt ook een eigen receptor en geeft daarmee een signaal af dat de neuronen aanzet tot migratie. Het zou ook juist een soort 'loslaten en stop'-signaal kunnen betekenen voor cellen die aan het eind van hun migratie gekomen zijn.
Tijdens de volwassenheid heeft reeline, als enzym of gekoppeld aan zijn receptor, invloed op de ontwikkeling van dendrieten en de vorming van kleine stekeltjes op de vertakkingen van de zenuwcellen, dendritische spines.  Zo regelt het de synaptische plasticiteit. Deze plasticiteit is essentieel voor veranderingen in de verbindingen tussen neuronen. Reeline heeft dan ook een belangrijke rol in het vermogen tot leren en het geheugen waarbij nieuwe verbindingen worden gemaakt. Het eiwit blijft dus ook van belang na de ontwikkeling van het embryo en kan ook gevonden worden in de hersenen van de volwassen mens. In de volwassen hersenen draagt reeline ook bij aan het reguleren van de hoeveelheid corticale piramidecellen en de langetermijnpotentiëring.
De moederlijke zorg (licking and grooming) bleek bij jonge ratten van invloed te zijn op de dendritische structuur en functie van neuronen van bepaalde hersengebieden en ook op de expressie van allerlei genen in deze gebieden, waaronder het reeline-gen. Het feit dat dit effect zowel kan worden gestimuleerd als afgeremd, wijst erop dat het omkeerbaar is nadat de ratten eenmaal geboren zijn.

### Rol buiten het zenuwstelsel
Sinds 2010 is de aandacht verschoven naar de verspreiding en rol van reeline in de organen. Het eiwit bevindt zich vooral in de lever en in het oog. Reeline wordt voornamelijk na letsel binnen de lever door de stercellen van de lever afgescheiden, zoals bij levercirrose, waar reeline de ontsteking amplificeert.
Reeline wordt ook uitgescheiden in diverse andere organen waar het eiwit, via het hart- en vaatstelsel, de orgaanontwikkeling, de vasculaire permeabiliteit, ontstekingen, fibrose en trombose reguleert. 
Reeline kan implicaties hebben bij de verspreiding van kanker, stollingsstoornissen en disfunctie van het endotheel bij chronische ontstekingsziekten. Reeline heeft kennelijk een pleiotroop karakter, met gunstige effecten in de hersenen en diverse effecten in de periferie en de rest van het lichaam.

## Ontdekking

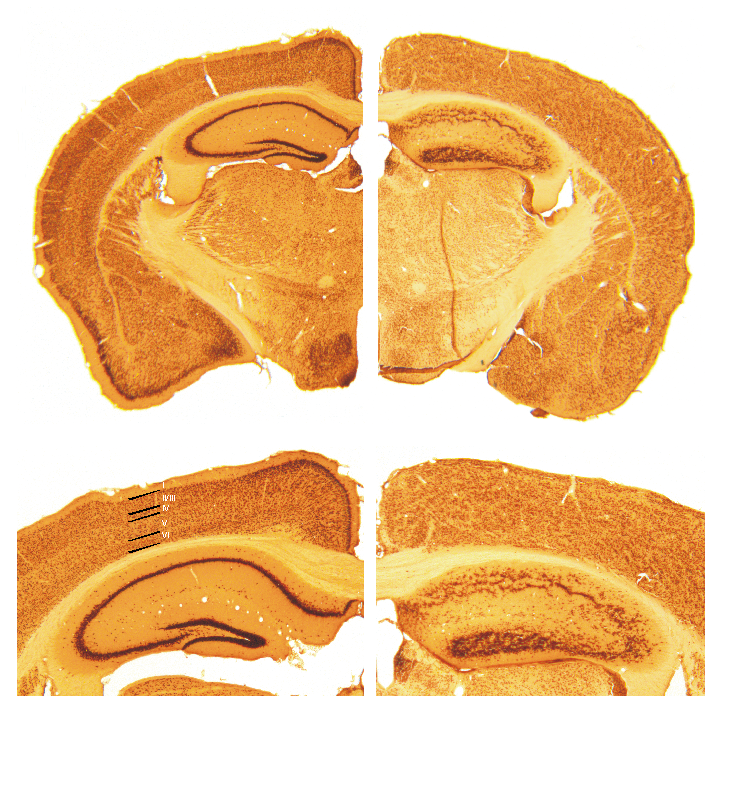
Doorsnede van de hersenen van een reelermouse (rechts) vergeleken met die van een gewone muis (links).

### Experimenten met muizen
De ontwikkeling van het centrale zenuwstelsel wordt bestudeerd aan de hand van mutaties bij muizen. In 1951 ontdekte Douglas Scott Falconer dat een groep muizen in het lab van Charlotte Auerbach een abnormale wankelende manier van lopen vertoonde. Dit bleek het gevolg te zijn van een verstoorde ontwikkeling van het centrale zenuwstelsel. Deze zogeheten reelermouse vertoonde de afwijking als gevolg van een mutatie van het RELN-gen dat voor reeline codeert. Deze mutatie was homozygoot, wat betekent dat beide kopieën, ofwel allelen van het gen de mutatie droegen. Deze muizen hadden helemaal geen expressie van reeline. Het ontbrekende eiwit reeline werd toen genoemd naar het fenotype en het gedrag van deze muizen die 'wankelden'.
In de jaren 1970 werd ook ontdekt dat in een deel van de neocortex van deze muizen de rangschikking van de diverse celtypen en weefsels anders was dan gewoonlijk; in grote lijnen was de volgorde van cellagen omgekeerd, terwijl anderzijds de celdifferentiatie normaal leek te verlopen. De neuroanatomische eigenschappen van de zogeheten reeler-mutant kregen vanaf die tijd meer aandacht.
Muizen met een heterozygote mutatie van het gen voor reeline daarentegen (die een mutatie in slechts een van de twee allelen bezitten) vertonen weinig neuroanatomische afwijkingen ten opzichte van muizen met een homozygote mutatie van dit gen. De hoeveelheid reeline in deze muizen is gehalveerd, aangezien het om heterozygote mutaties gaat waarbij slechts een van de twee allelen gemuteerd en dus niet werkzaam is. Om die reden zijn ze interessant als model voor het onderzoek naar psychoses; bij post-mortemonderzoek op psychotische patiënten bleek namelijk dat er in de hersenen sprake was van een downregulatie van 50%.
Nadat in 1995 het gen voor reeline ontdekt werd bleek dat de reelermouse een grote deletie van het gen had. Dit verklaarde waarom er geen transcriptie van het gen plaatsvond.
Vervolgens werden er allerlei verbanden gelegd tussen de afwezigheid van transcriptie van reeline en verschillende complexe aandoeningen, zoals autisme en de ziekte van Alzheimer. In de eerste jaren van de 21e eeuw werd er steeds meer bekend over de structuur en functie van het eiwit.

## Structuur

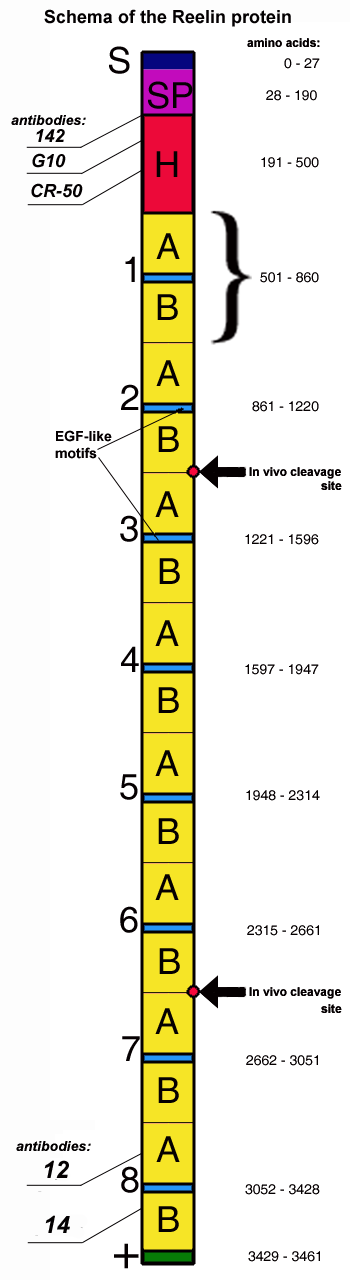
Schematische weergave van de structuur van reeline.

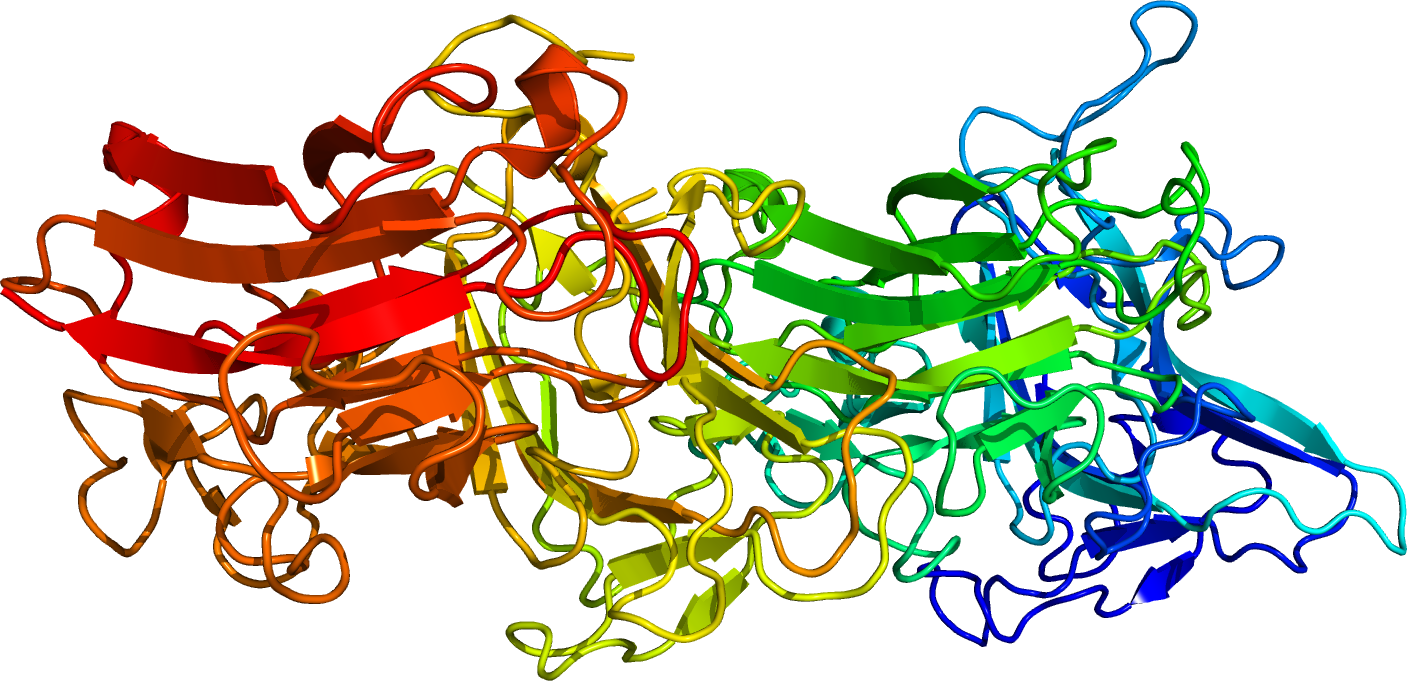
Kristallografische structuur van reeline. Bron: Yasui et al., 2007.

Reeline wordt gecodeerd door het RELN-gen, waarvan in 1994 werd vastgesteld dat het bij de mens op chromosoom 7, op het locus 7q22 ligt. Het eiwit bestaat uit een keten van 3461 aminozuren met een moleculaire massa van 388 kDa. Deze keten bestaat in zijn primaire structuur uit twaalf blokken aminozuren. Het eerste blok is een signaalpeptide, aangegeven met 'S'. Het volgende blok, aangegeven met 'SP' is vergelijkbaar met spondin 1-proteïne, een eiwit dat is betrokken bij het leiden van axonen. De structuur van het derde blok, hiernaast aangegeven in rood, met 'H', is specifiek van reeline.
Het grootste stuk bestaat uit een herhaling van 8 ketens, de zogeheten reelin repeats ('reeline-herhalingen'), die hier in geel aangegeven zijn. In hun midden hebben deze herhaalde ketens een klein peptidehormoon, aangegeven met een blauwe lijn, waardoor elke herhaalde keten uit twee subketens A en B bestaat. Ondanks deze onderbreking maken de subdomeinen rechtstreeks contact met elkaar, waardoor ze als geheel een compacte structuur vormen.
Het laatste gedeelte omvat een zeer kort en basisch C-terminaal gebied (CTR), in het schema weergegeven met '+'. Bij bijna alle onderzochte gewervelde dieren (behalve vissen) kwam alleen dit laatste deel van de aminozuurketen voor 100% overeen, waarmee dit dus het meest conservatieve deel van reeline is.

Het RELN-gen is in veel gewervelde soorten geconserveerd, waaronder de mens. De aminozuur- en nucleotidesequenties van muis en mens zijn respectievelijk 94,2% en 87,2% identiek.

## Expressie

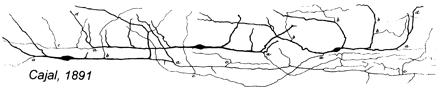
Cajal-retziuscellen zoals getekend door Cajal in 1891. De ontwikkeling van het moderne brein wordt gekenmerkt door de vorming van een afzonderlijke laag cellen waarin expressie van reeline plaatsvindt.

De cajal-retziuscellen vormen de belangrijkste bron van reeline. Deze cellen zijn neuronen met karakteristieke lange horizontale neuronen, die vanaf de eerste ontwikkeling van de cortex reeline afgeven. Samen met reeline wordt RNA afgeschreven van de HAR1 (human accelerated region 1). Dit segment op chromosoom 20 heeft bij de mens een zeer sterke evolutionaire verandering doorlopen ten opzichte van de chimpansee. Het wordt bij menselijke embryo's tussen de 7e en de 19e week van zwangerschap afgeschreven in de zich ontwikkelende neocortex. Reeline en HAR1 samen dragen bij aan de vorming van de typische zes-lagenstructuur van de neocortex.
Reeline wordt niet afgegeven door de synaptische blaasjes zoals gebeurt met neurotransmitters, maar verlaat de cel met exocytose via de blaasjes van het golgicomplex. De snelheid waarmee het eiwit vrijkomt is dus niet afhankelijk van depolarisatie van de neuronen, maar wordt uitsluitend bepaald door de snelheid waarmee de synthese binnen de neuronen plaatsvindt.

### Expressiegebieden
Cajal-retziuscellen behoren tot de eerste neuronen die zich vormen in de zich ontwikkelende cortex van reptielen, vogels en zoogdieren, waaronder mensen. Bij de mens wordt reeline in de prenatale fase afgescheiden door de in de cortex en de hippocampus aanwezige cajal-, retzius- en cajal-retziuscellen. Deze laatste verdwijnen bijna en sterven grotendeels af na 27 weken, nadat de cortex gevormd is. Ook de tijdsbepaling van deze apoptose is cruciaal voor de juiste verbindingen tussen de neuronen die de corticale circuits vormen.
Behalve in de hersenen wordt reeline ook aangetroffen in het bloed (met name bij volwassen organismen), in een deel van de pars intermedia in de hypofyse en in de bijnieren. De voornaamste bron van reeline buiten de hersenen zijn de zogenaamde stercellen van de lever. De concentratie van reeline in de lever is verhoogd bij een leverbeschadiging en keert na genezing terug tot normaal niveau. Ook in de ogen wordt reeline afgescheiden, in het netvlies en het hoornvlies. Uit proeven met muizen blijkt dat de meeste expressie ervan plaatsvindt tijdens de ontwikkeling van het netvlies; net als in de lever neemt de expressie ook hier toe na verwondingen. Ten slotte wordt het eiwit ook nog afgescheiden door de odontoblasten aan de randen van het tandpulpa; zowel gedurende het hele proces van tandontwikkeling als in volwassen tanden wordt op deze plekken reeline aangetroffen.

## Mechanisme

### Signaaltransductie

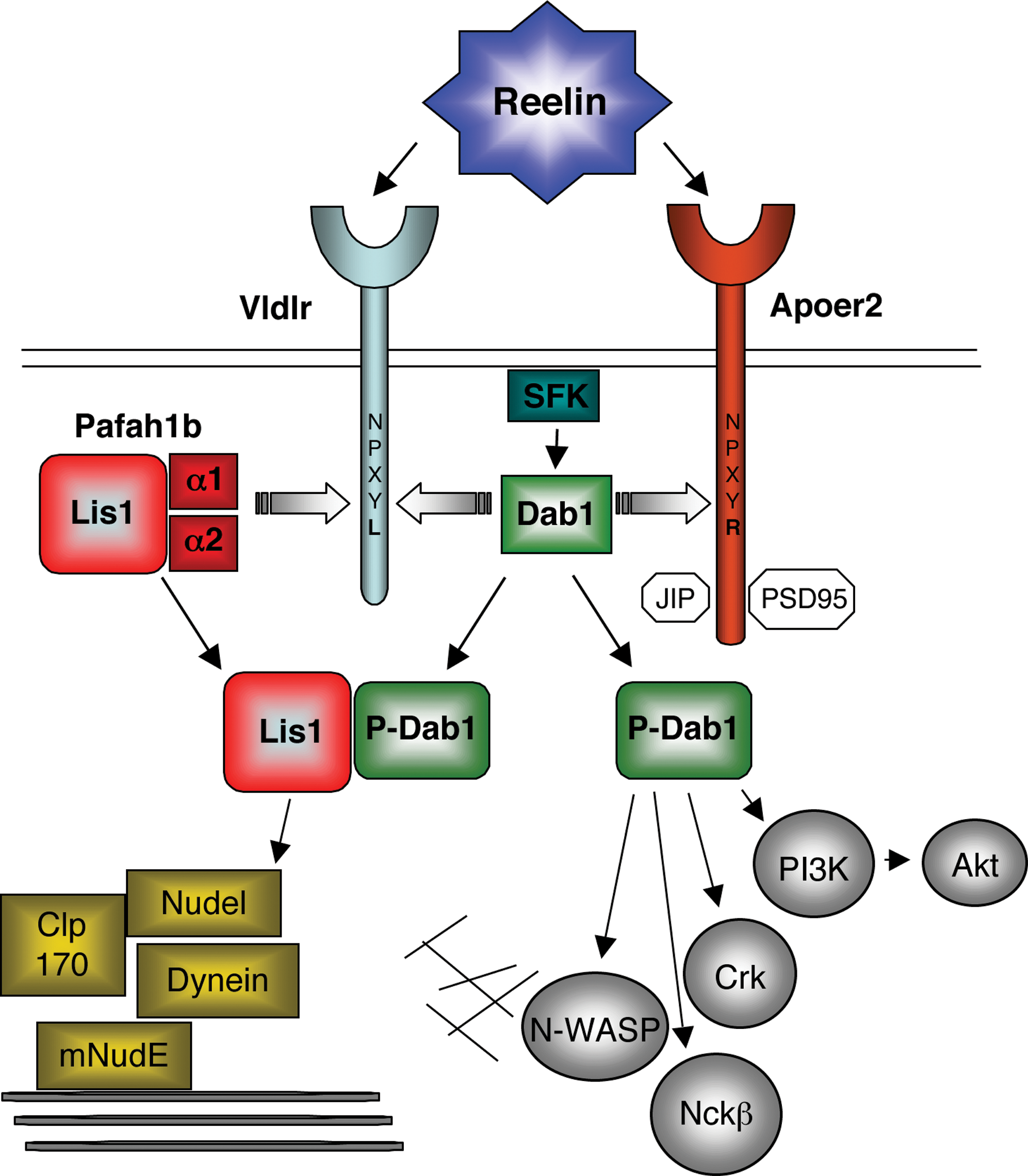
De signaleringsroute van reeline. Na binding van reeline met zijn receptoren, binden de receptoren aan de binnenkant van de cel met DAB1 dat gefosforyleerd wordt, wat op zijn beurt verschillende gevolgen kan hebben.

In 1998 werden de twee receptoren van reeline ontdekt: de lipoproteïne-receptoren ApoER2 en VLDLR. Deze bevinden zich aan het oppervlak van de cellen en binden daar reeline dat zich buiten de cellen in de extracellulaire matrix bevindt. Na binding gaan de intracellulaire delen van de receptoren van de cellen een binding aan met de intracellulaire adapter DAB1 die gefosforyleerd wordt. Hierop volgt signaaltransductie in de cel die verschillende uitkomsten kan hebben. Meestal worden er moleculen en/of enzymen gefosforyleerd wat uiteindelijk een gevolg heeft voor de transcriptie in de cel. 
Reeline kan op twee plekken worden gesplitst zonder dat dit leidt tot een verminderde eiwitactiviteit. Ook de centrale fragmenten kunnen zich namelijk binden aan de lipoproteïnereceptoren, waar ze fosforylering van het DAB1 in de zich ontwikkelende zenuwcellen voortzetten. De proteolyse ofwel de splitsing van reeline blokkeert dus niet de functie ervan. Zowel de fragmenten als het hele reeline-eiwit worden na binding met de receptoren geïnternaliseerd en afgebroken.

### Andere interacties
Reeline heeft behalve met zijn receptoren en DAB-1 interacties met veel andere proteïnen. Bijvoorbeeld met integrine dat zich tijdens de vorming van de hersenschors bindt aan de N-terminus van reeline, waardoor de neuronen losgekoppeld worden van de gliacellen. Omdat deze laatste een leidende functie hebben wordt de migratie van de neuronen hierdoor geremd.
Reeline is een serineprotease. De enzymatische activiteit kan de adhesie van cellen aan fibronectine beïnvloeden, die dan vrijer zijn te migreren. De migratie van neuronen wordt gestimuleerd.

## Embryonale ontwikkeling

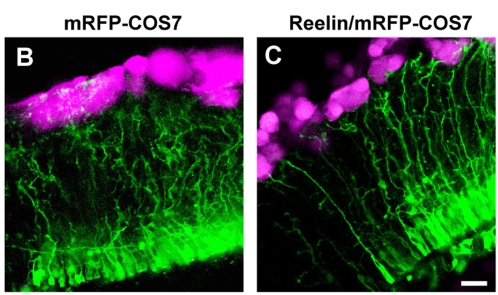
Reeline stuurt de groeirichting van de radiaire glia. Reeline-exprimerende cellen (rood) in afbeelding C stimuleren de groei van groene gliavezels, terwijl in afbeelding B de rode cellen geen reeline exprimeren, waardoor de radiaire glia onregelmatiger is.

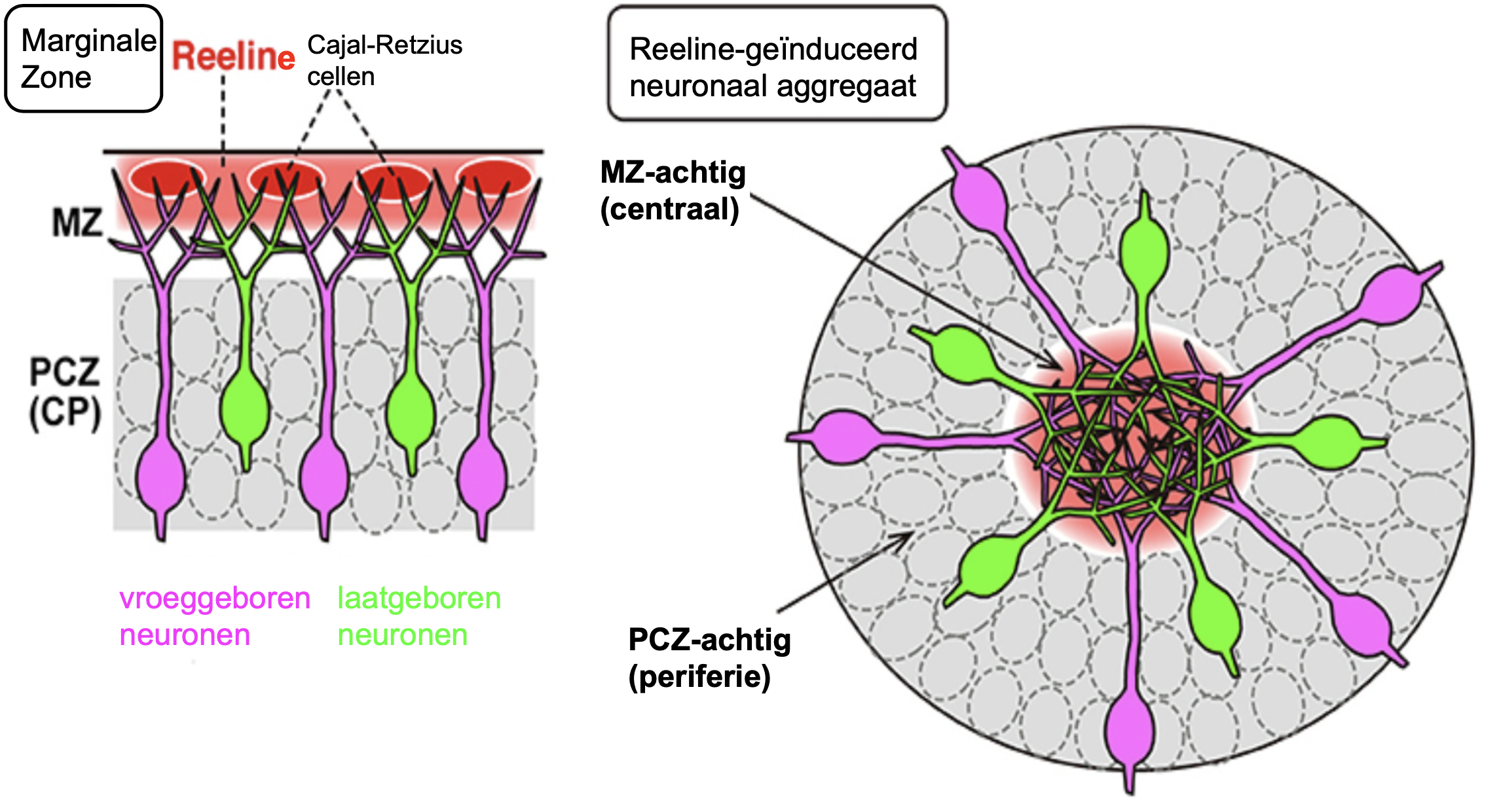
In de zich ontwikkelende neocortex (links) wordt reeline (rood) voornamelijk afgegeven door de Cajal Retzius-cellen in de marginale zone, waarin de migrerende neuronen hun leidende uitlopers richten naar de bron van reeline. De primitieve corticale zone met neuronale cellichamen (grijs). Wanneer de neuronale groep geïnduceerd wordt door ectopisch tot expressie gebrachte reeline (rechts), verzamelen de leidende uitlopers van de migrerende neuronen zich in het reeline-rijke centrale gebied. In beide gevallen vertonen de migrerende neuronen een “inside out” principe waarbij de laat geboren neuronen (groen) de vroeggeboren neuronen (magenta) passeren.MZ = marginale zone; CP = corticale plaat; PCZ primitieve corticale zone.

Gedurende de embryonale fase speelt reeline een belangrijke rol tijdens de vorming van het centraal zenuwstelsel waar het de neuronale migratie aanstuurt. Eerst wordt in de hersenschors van zoogdieren de "preplaat" opgesplitst in een marginale zone en een tijdelijke subplaat. Tussen deze twee lagen bewegen de neuronen zich volgens het "inside out"-principe waarbij pas gevormde zenuwcellen naar de bovenliggende lagen migreren. Dit is kenmerkend voor de hersenen van zoogdieren; in de zich ontwikkelende hersenschors van reptielen migreren de zenuwcellen in de omgekeerde richting. Een reelinetekort bij zoogdieren heeft dan ook tot gevolg dat de uiteindelijke volgorde van de hersenschorslagen min of meer wordt omgedraaid en hetzelfde is als in reptielen, zoals het geval is met de reelermouse, de muis waarin voor het eerst de gevolgen van het reelinetekort bekend zijn geworden.
Over de manier waarop reeline de tangentiële migratie en daarmee de uiteindelijke volgorde van de hersenschorslagen beïnvloedt, bestaat echter nog geen overeenstemming. Het eiwit zou een stopsignaal afgeven aan de migrerende cellen. Dit lijkt te worden bevestigd door het feit dat reeline dissociatie in gang kan zetten tussen de migrerende zenuwcellen en hun "leidende" gliacellen. 
Het is aangetoond bij de muis dat wanneer in de ontwikkelende cortex reeline wordt afgescheiden door de cajal-retziuscellen in de marginale zone, de neuronen hun leidende uitlopers richten naar de bron van reeline, naar de marginale zone. Er is daarbij waargenomen dat de later geboren neuronen langs de eerder geboren neuronen migreren naar de reeline-bron met het "inside out"-principe. Hetzelfde wordt waargenomen met ectopische expressie (buiten de gewoonlijke plaats) van het reeline-gen: ook dan migreren de jonge cellen langs de oudere volgens hetzelfde "inside out"-principe naar de plek waar reeline wordt afgegeven. In dit laatste geval zonder dat de marginale zone enige invloed heeft, wat zou betekenen dat dit effect alleen door reeline verkregen kan worden, zonder dat de marginale zone daarvoor nodig is.
Er zijn ook onderzoeken gedaan gedurende de postnatale ontwikkeling, waarin gezien wordt dat reeline-rijke gebieden juist worden gemeden door migrerende neuroblasten, wat erop zou wijzen dat reeline celafstotend zou werken.

## Evolutie van de hersenen

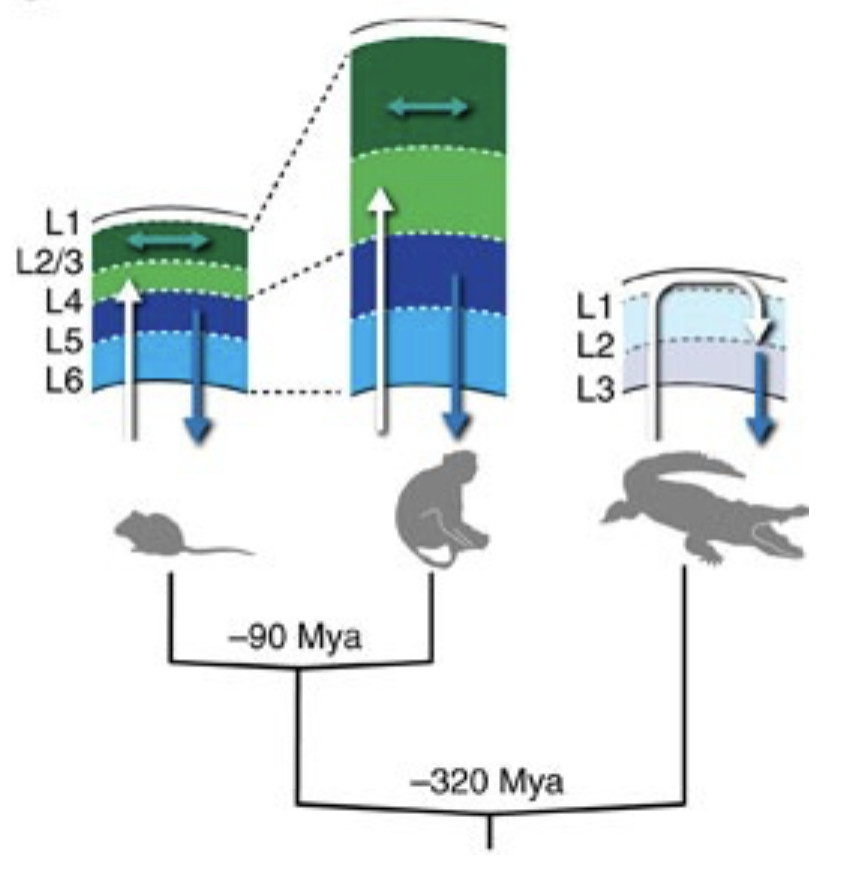
Lagen 5 en 6 (L5/6) en lagen 2 en 3 (L2/3) hebben verschillende evolutionaire geschiedenissen, aangezien L2/3 alleen worden aangetroffen in zoogdieren. Deze dramatische expansie van neuronen binnen oppervlakkige lagen is dus een evolutionair nieuw kenmerk van zoogdieren, zonder equivalent bij andere gewervelde dieren. De toevoeging van corticale lagen heeft zodanig plaats dat de neuronen bij reptielen de cortex van bovenaf bereiken maar bij zoogdieren van onderaf (de ‘inside-out’-migratie).

Een belangrijk verschil tussen zoogdieren en sauropsida, waaronder vogels, is dat bij de zoogdieren de ontwikkeling van de Cajal-Retzius cellen omvangrijker en belangrijker is. Deze cellen zijn de grootste bron van reeline. Gedurende de embryonale ontwikkeling migreren ze van hun plaats van herkomst naar de marginale zone en door het afscheiden van reeline controleren ze de radiale migratie en laminaire positionering van piramidale neuronen van de corticale plaat. De verhoogde expressie van het reeline-gen en Dab1 in de marginale zone in combinatie met de interactie van reeline met DAB1 heeft vermoedelijk een zeer belangrijke rol gespeeld bij de ontwikkeling van de meerlagige hersenschors bij moderne zoogdieren. Bij de amfibieën was er nog geen sprake van een hersenschors. Pas bij de eerste amnioten ontstond de cortex boven het telencephalon. Vervolgens evolueerde de hersenschors zich op uiteenlopende manieren bij de reptielen en vogels enerzijds en de zoogdieren anderzijds.
Sauropsida zoals schildpadden, krokodillen, hagedissen en vogels bezitten tijdens de ontwikkeling van de cortex weinige cellen die reeline tot expressie brengen in het telencephalon. Deze lagere expressie van reeline is blijkbaar het gevolg van het ontbreken van cajal-retziuscellen in de ventriculaire zone. Er is experimenteel aangetoond dat de toename van cellen die reeline tot expressie brengen in de dorsale cortex van vogels, de patronen van neuronale migratie wijzigen, wat suggereert dat de toename van reeline-signalering een sleutelstap was in de evolutie van de neocortex van zoogdieren. Aangezien in de menselijke hersenen de Cajal-Retzius cellen een zeer uitgebreid netwerk van axonen vormen, is de expressie van reeline hier op zijn hoogst.
In 2007 werd ontdekt dat een bepaalde variant van het gen DAB1 alleen bij de Chinese bevolking voorkomt, een aanwijzing dat het reactiepad van reeline nog steeds evolueert.

## Mogelijke rol bij aandoeningen
Zoals eerder aangegeven, heeft het verminderde afscheiden van reeline negatieve gevolgen voor de ontwikkeling van de hersenen, maar ook voor het functioneren van het zenuwstelsel bij volwassenen. Wanneer zich een mutatie van het reeline-gen voorgedaan heeft op het chromosoom 7 waardoor er geen of minder transcriptie plaatsvindt en geen of nauwelijks mRNA gevormd wordt, ontbreekt het eiwit reeline gedeeltelijk of helemaal. De expressie van het reeline-gen kan ook onderdrukt worden door bijvoorbeeld methylering van het gen, waardoor enzymen en andere eiwitten geen toegang meer hebben tot het gen of de bijbehorende promotor. Omdat er dan geen of nauwelijks transcriptie plaatsvindt is de hoeveelheid reeline verminderd. Daarnaast zijn er verschillende andere mechanismen waardoor expressie van reeline veranderd kan worden.

### Mutatie
Lissencefalie: Wanneer beide allelen van RELN gemuteerd zijn, is reeline totaal afwezig. In dat geval kan zich lissencefalie voordoen, een aandoening waarbij de kleine hersenen onderontwikkeld zijn, ook bekend als het Norman-Robertssyndrome. Mensen met dit syndroom hebben een ontwikkelingsachterstand, verminderde spierspanning, evenwichts- en coördinatiestoornissen en epileptische insulten. Hieruit blijkt dat reeline cruciaal is voor de normale ontwikkeling van de hersenen.
Schizofrenie: Mutatie van het gen reeline kan schizofrenie tot gevolg hebben. Het reeline-gen kan een enkel-nucleotidepolymorfisme bevatten, waarbij slechts een nucleotide gemuteerd is. Bij mensen met een dergelijke mutatie hebben vrouwen 1,4 keer zoveel kans op schizofrenie.
Autisme is een pervasieve ontwikkelingsstoornis die zowel genetisch als door de omgeving kan worden veroorzaakt. Op genetisch vlak kan autisme gelinkt worden aan een aantal defecten van het chromosoom 7. Het reeline-gen bevindt zich eveneens op dit chromosoom. Over de rol van reeline bij autisme is echter nog weinig duidelijk. In post mortem onderzochte hersenen van mensen met autisme zijn verminderde hoeveelheden reeline aangetroffen. Onderzoek naar het veronderstelde verband tussen reeline en autisme heeft echter alleen tegenstrijdige resultaten opgeleverd.
Otosclerose: Een aandoening met een abnormale groei van een botje in het oor die doofheid tot gevolg heeft. Volgens een genoombrede associatie-studie met 550.0000 enkel-nucleotidepolymorfismen speelt mutatie van het reeline-gen een rol bij otosclerose. Dit wordt echter door andere studies in twijfel getrokken, maar uiteindelijk gedeeltelijk bevestigd.

### Methylering

methylatie van DNA gebeurt meestal door het plaatsen van een methylgroep op cytosine, een van de vier basen van het DNA

Schizofrenie: bij schizofrenie is het gen voor reeline, RELN, een bijzonder goede indicator voor de diagnose van deze geestesziekte. Onderdrukking van RELN-expressie kan de dendritische proliferatie beperken, de neurogenese negatief beïnvloeden en kan leiden tot verkeerd aangelegde neuronale circuits. Verhoogde methylering van het RELN-gen bij patiënten met de diagnose schizofrenie veroorzaakt een belangrijke afname van de expressie van reeline. Met het monitoren van de mate van methylering kan het beloop van schizofrenie worden gevolgd.
Een andere mogelijke oorzaak van de verminderde hoeveelheden mRNA en reeline bij schizofrenie is eveneens epigenetische hypermethylering maar dan van de reeline-genpromotor. Deze bevindingen komen overeen met observaties uit de jaren 1960, waaruit bleek dat het toedienen van methionine, dat bijdraagt aan de methylering van het DNA, bij schizofreniepatiënten in 60 tot 70% van de gevallen leidde tot een ernstige verergering van de symptomen van deze aandoening. Remmers van methylering en remmers van de histon deacetylase (zoals valproïnezuur), die er normaal voor zorgt dat de histonen het DNA strakker omwikkelen, maken het RELN-gen toegankelijk voor RNA-polymerase en verhogen zo de hoeveelheid reeline-mRNA.
Bipolaire stoornis: In het geval van bipolaire stoornis is de hoeveelheid reeline en glutamaat decarboxylase (GAD67), in de basale ganglia op normaal niveau, terwijl er in de prefrontale cortex sprake is van dezelfde afwijkingen als bij schizofreniepatiënten.
Temporalekwabepilepsie: Een verstoring van de neuronale migratie als gevolg van een verminderde expressie van reeline in het weefsel van de hippocampus heeft bij een deel van de patiënten rechtstreeks verband met de migratie van korrelcellen, en daarmee met epilepsie aan de temporale kwab. Ook daar speelt verhoogde hypermethylering van de reeline-promotor een rol.
Kanker: Bij tumoren verandert vaak het patroon van DNA-methylering. Hierdoor wordt ook het RELN-gen mogelijk beïnvloed. Volgens een studie wordt bij alvleesklierkanker de expressie van reeline onderdrukt, waardoor ook de signaaltransductie van het eiwit verstoord raakt. Bij kankercellen die het eiwit nog wel exprimeerden leidde het onderdrukken van deze expressie tot een toegenomen metastase. Bij prostaatkanker is de expressie van reeline daarentegen juist aan de hoge kant, en hangt rechtstreeks samen met een hoge gleasonscore, wat duidt op een agressieve vorm van kanker. De expressie van reeline in de borst geeft een verhoogde overlevingskans bij borstkanker. Deze expressie wordt gedeeltelijk gecontroleerd door methylering van de promotor. Reeline is daarom in de borst een mogelijk tumorsuppressorgen tegen borstkanker.

### Andere oorzaken

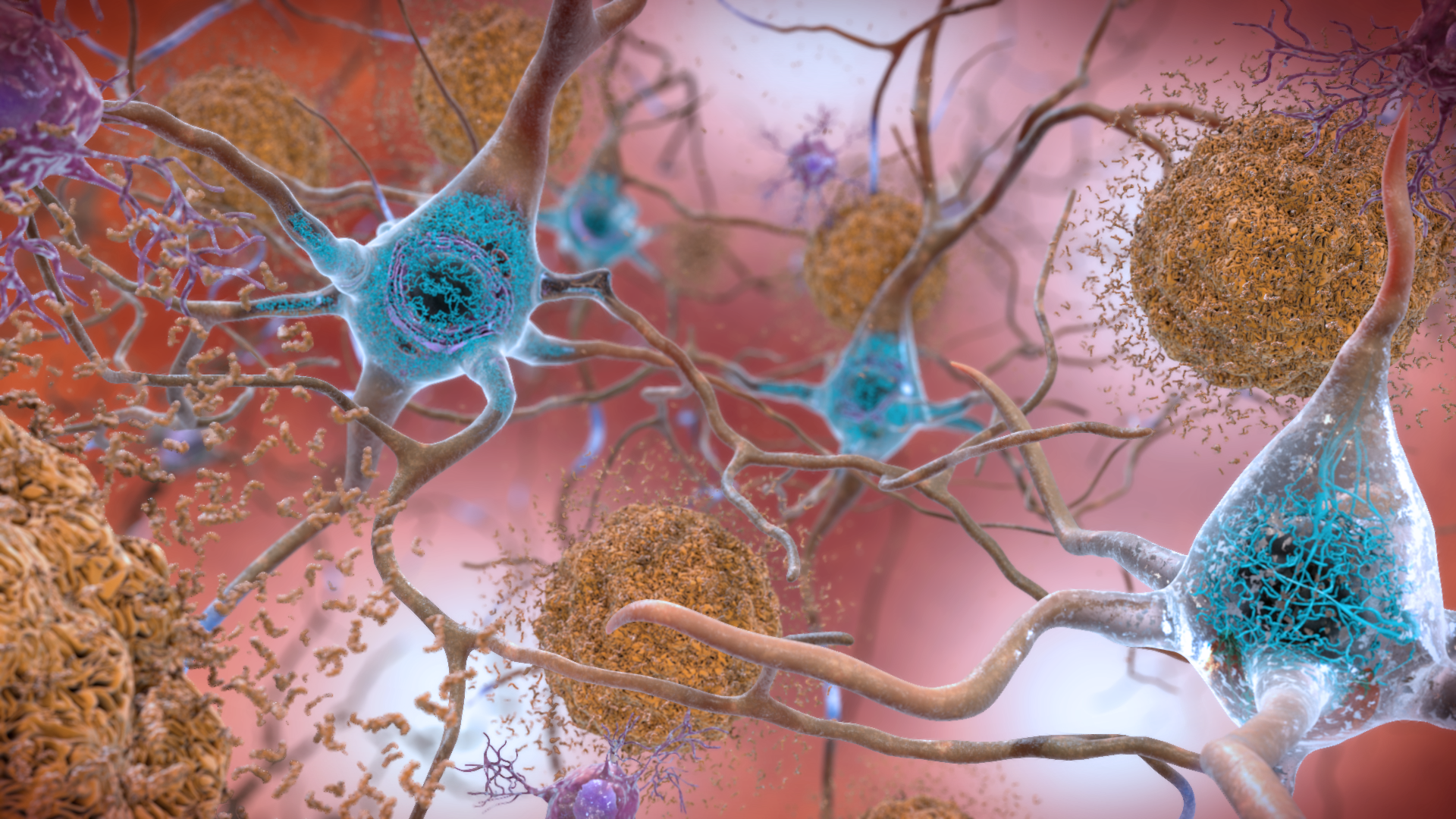
Artistieke weergave van door alzheimer aangetaste hersenen, waar abnormale niveaus van het bèta-amyloïdeiwit samenklonteren om plaques te vormen (bruin) die zich ophopen tussen neuronen en de celfunctie verstoren. Abnormale ophoping van het tau-eiwit vormt kluwen (blauw) in neuronen, waardoor de synaptische communicatie tussen zenuwcellen wordt beschadigd.

Ziekte van Alzheimer: De ziekte van Alzheimer gaat gepaard met een veranderd patroon van zowel de reeline-expressie als de glycosylering ervan. De in de cortex van onderzochte alzheimerpatiënten aangetroffen hoeveelheid reeline was 40% hoger dan gebruikelijk, terwijl de hoeveelheid eiwit in het cerebellum hetzelfde was als bij mensen zonder alzheimer. Het aantal cajal-retziuscellen in de eerste corticale laag dat reeline aanmaakt is daarentegen abnormaal laag bij alzheimerpatiënten, waardoor de synaptogenese negatief wordt beïnvloed.
Intracellulair bèta-amyloïd (Aβ) in niet-gefibrilleerde globulaire vorm heeft een belangrijke rol bij het ontstaan van de ziekte van Alzheimer. De glycoproteïne reeline en het intracellulair amyloïde β (Aβ) gaan een directe eiwit-eiwit interactie aan. Dit suggereert dat reeline kan functioneren als een afvoer voor intracellulair Aβ. Is het Aβ-reeline-complex fysiologisch inert, dan zou dit betekenen dat de neuronen van de entorinale schors met een hoog reeline-niveau beschermd zouden zijn tegen de schadelijke effecten van een verhoogde intracellulaire Aβ-expressie. Dit komt echter niet overeen met de observatie dat deze neuronen de eerste zijn die sterven wanneer het fenotype alzheimer zich voordoet.
Een tweede paradox betreft de fosforylering van het tau-eiwit. Excessieve fosforylering van tau leidt tot onoplosbare neurofibrillaire tangles. De binding van reeline met Aβ vermindert het vermogen van reeline om de fosforylering van tau te induceren. Dit suggereert dat een hoge intracellulaire hoeveelheid reeline zou helpen tegen de vorming van tau-aggregaten. Dit komt echter niet overeen met de observatie dat entorinale-schorsneuronen, die gekenmerkt worden door een hoog gehalte aan reeline, doorgaans de eerste zijn die deze aggregaten vormen bij de ziekte van Alzheimer.
In 2023 werd een onderzoek gepubliceerd over een casus, waarbij een variant van het gen voor reeline weerstand bood aan alzheimer. Kenmerken waren dat de cognitieve achteruitgang die bij alzheimer hoort, met 20 tot 30 jaar kon worden uitgesteld. Daaruit kwamen in 2024 meerdere onderzoeken naar voren die de hypothese ondersteunen dat reeline een beschermende rol kan hebben tegen alzheimer.

## Reeline en psychofarmaca
Uit post-mortemonderzoeken is gebleken dat reeline bij een groot aantal afwijkingen aan de hersenen is betrokken, waarmee het mogelijk een rol heeft als psychofarmaceutisch geneesmiddel.
Van valproïnezuur, dat een inhibitor is van histone deacetylase, wordt gedacht dat het een positieve werking heeft wanneer het wordt ingenomen in combinatie met antipsychotica. Uit een experiment van Fatemi et al., waarbij gedurende 21 dagen van peritoneale injecties de hoeveelheid RELN mRNA en reeline in de prefrontale cortex van ratten werd gemeten, bleek anderzijds geen verhoogde reeline-expressie als gevolg van valproïnezuur. De resultaten van het betreffende experiment waren als volgt:
| Reeline-expressie | Clozapine | Fluoxetine | Haloperidol | Lithium | Olanzapine | Valproïnezuur |
| ----------------- | --------- | ---------- | ----------- | ------- | ---------- | ------------- |
| proteïne          | ↓         | ↔          | ↓           | ↓       | ↑          | ↔             |
| mRNA              | ↑         | ↑          | ↓           | ↑       | ↑          | ↓             |

In een nieuwe studie van Fatemi et al. werd behalve de corticale expressie van reeline ook die van VLDLR, DAB1, GSK3beta, de glutamaat decarboxylasen GAD65 en GAD67 gemeten.

### Figuren en afbeeldingen
- Expressie van het reelinegen bij muizen. St. Jude Children’s Research Hospital. Gearchiveerd op 23 januari 2005. Geraadpleegd op 23 augustus 2008.
- Schematische weergave van de signalen via de receptoren apoER2 en VLDL. Geraadpleegd op 7 mei 2024.  – Een afbeelding van Beffert U, Stolt PC, Herz J (maart 2004). Functions of lipoprotein receptors in neurons. J. Lipid Res. 45 (3): 403–9. PMID 14657206. DOI: 10.1194/jlr.R300017-JLR200.
- Voorgesteld mechanisme dat de afscheiding van reelin bij muizen reguleert. Proc. Natl. Acad. Sci. USA. Geraadpleegd op 23 augustus 2008.  – A figure from Dong E, Agis-Balboa RC, Simonini MV, Grayson DR, Costa E, Guidotti A (augustus 2005). Reelin and glutamic acid decarboxylase67 promoter remodeling in an epigenetic methionine-induced mouse model of schizophrenia. Proc. Natl. Acad. Sci. U.S.A. 102 (35): 12578–83. PMID 16113080. DOI: 10.1073/pnas.0505394102.
- Corticogenesis bij muizen. Geraadpleegd op 23 augustus 2008. “Pictorial rendition of the difference that the lack of reelin brings to the cortical structure”  – A figure from Magdaleno SM, Curran T (december 2001). Brain development: integrins and the Reelin pathway. Curr. Biol. 11 (24): R1032–5. PMID 11747842. DOI: 10.1016/S0960-9822(01)00618-2.
- Effecten van natuurlijke en kunstmatige RELN-mutaties op het voorspelde eiwit.. Nature Genetics. Geraadpleegd op 23 augustus 2008.  Een afbeelding van Hong SE, Shugart YY, Huang DT, et al. (september 2000). Autosomal recessive lissencephaly with cerebellar hypoplasia is associated with human RELN mutations. Nat. Genet. 26 (1): 93–6. PMID 10973257. DOI: 10.1038/79246.
- MRI-analyse. Nature Genetics. Geraadpleegd op 23 augustus 2008.  – Een afbeelding van Hong et al.